# Sedum humifusum
Sedum humifusum är en fetbladsväxtart som beskrevs av Joseph Nelson Rose. Sedum humifusum ingår i Fetknoppssläktet som ingår i familjen fetbladsväxter. Inga underarter finns listade i Catalogue of Life.

## Bildgalleri

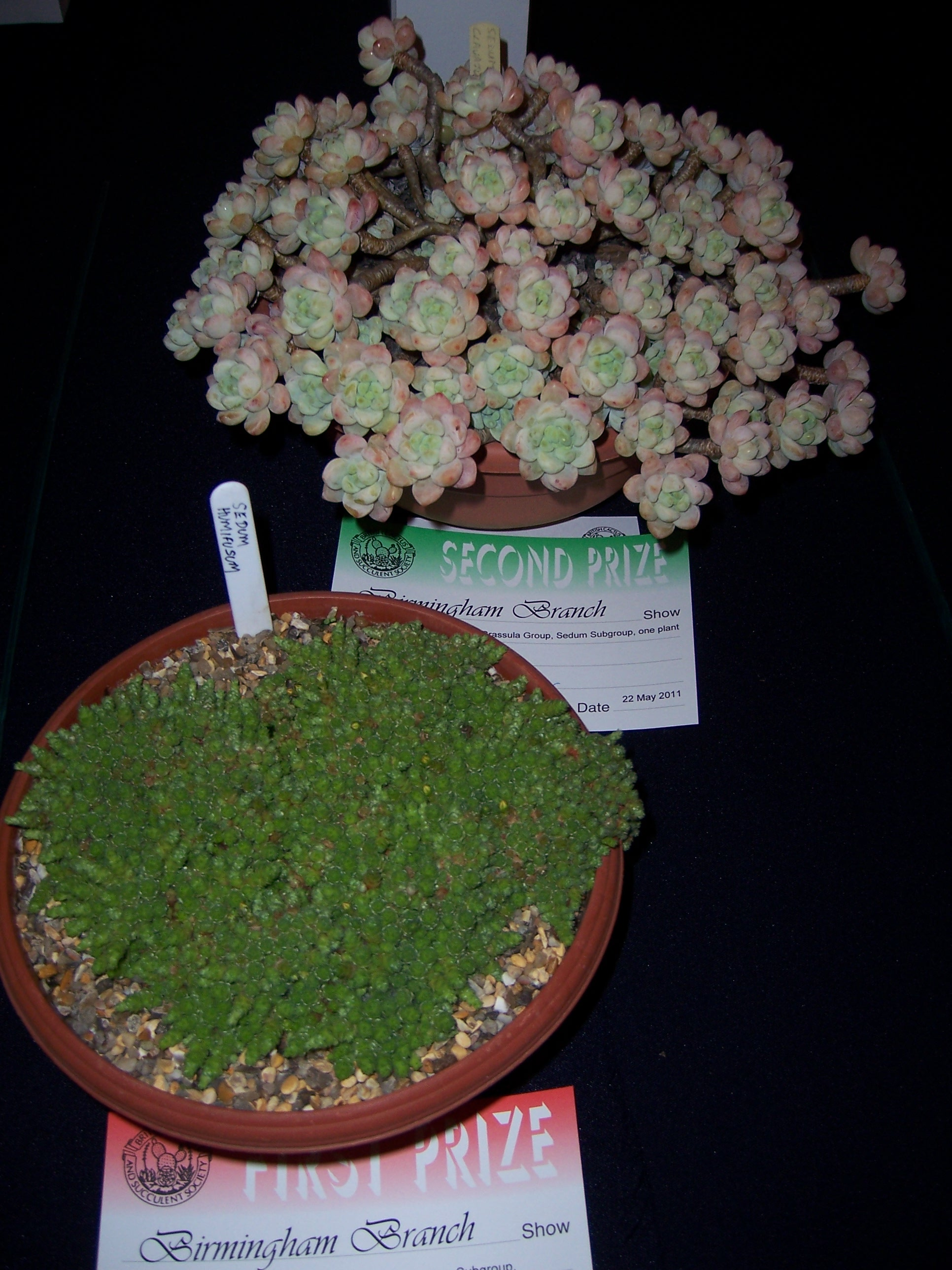
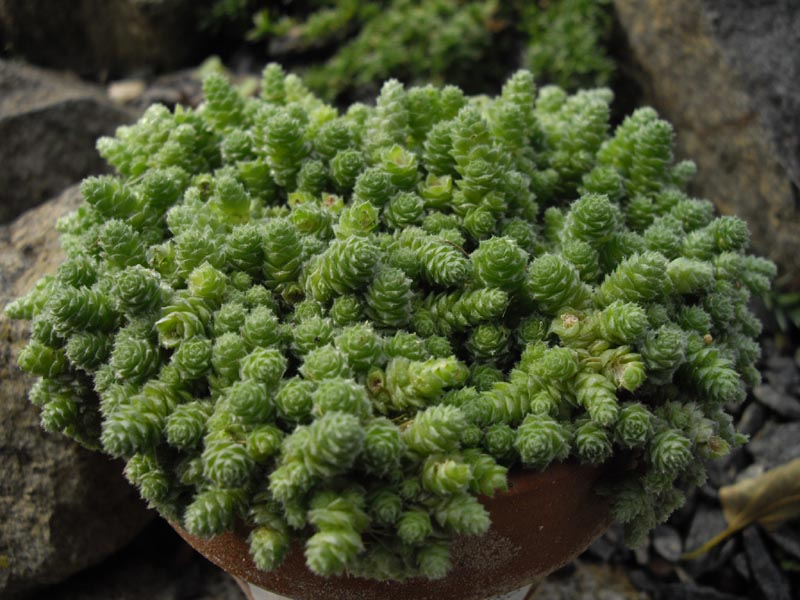
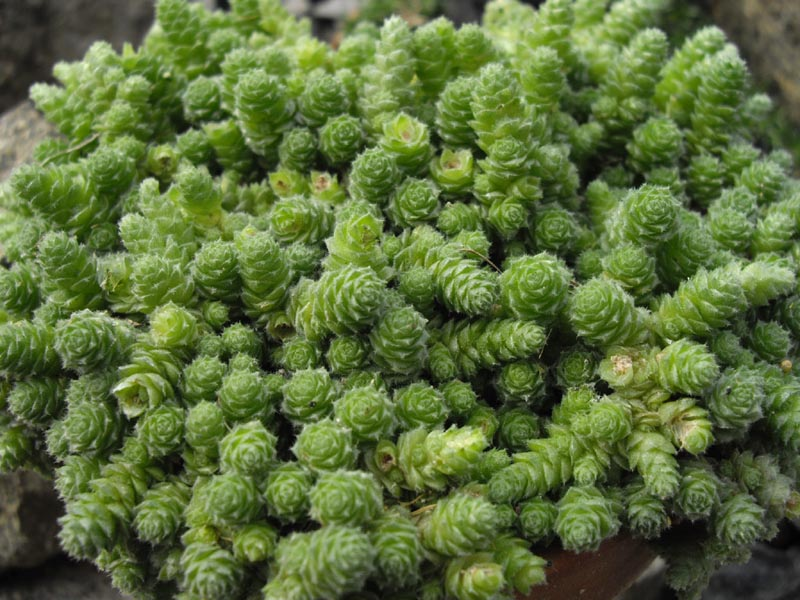
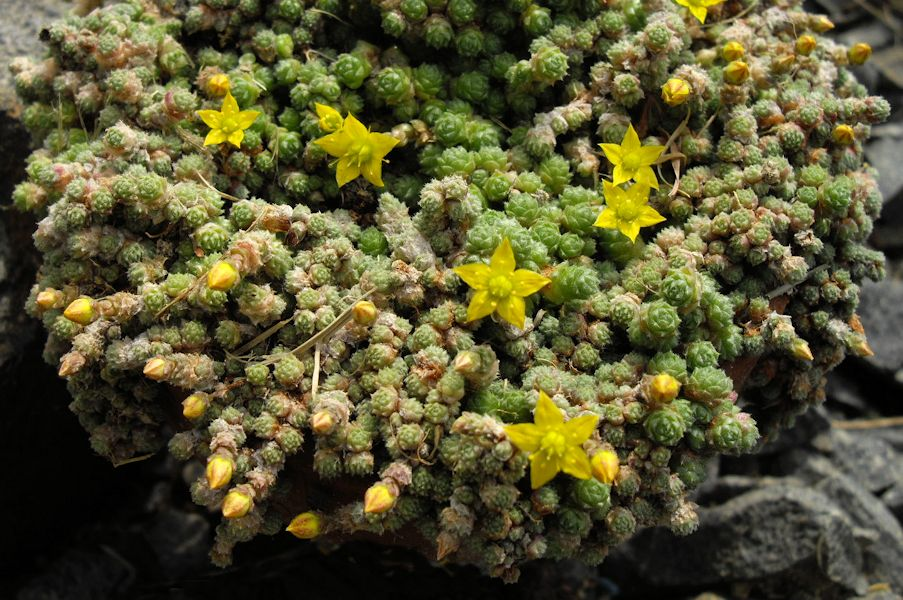
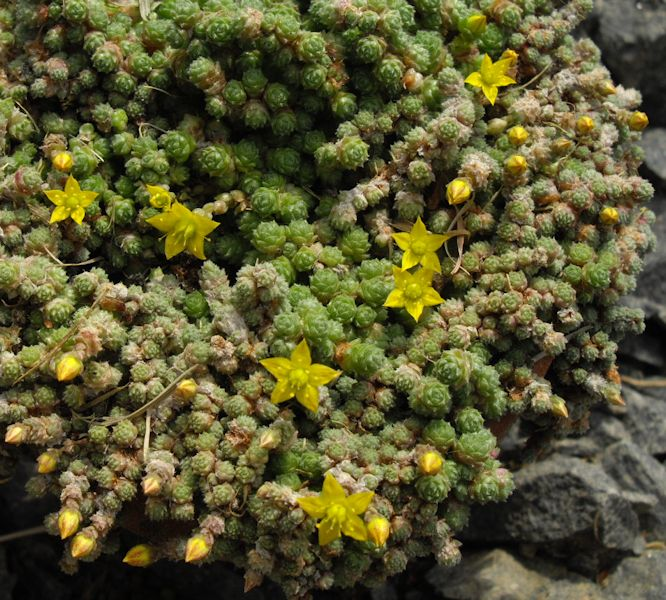